# Preacher’s Daughter
Preacher’s Daughter ist das Debütalbum der US-amerikanischen Singer-Songwriterin und Musikproduzentin Ethel Cain, das im Mai 2022 über ihr eigenes unabhängiges Plattenlabel Daughters of Cain Records erschien, welches als Imprint des Musikverlags Prescription Songs fungiert.

## Entstehung
Ethel Cain begann im Alter von 19 Jahren mit der Arbeit an Preacher’s Daughter. Ursprünglich plante sie ein Konzeptalbum über Engel, änderte jedoch den Kurs, nachdem sie an einem Tag das Stück A House in Nebraska geschrieben hatte. Inspiriert durch den Film Thelma & Louise von 1991 und beeinflusst von Horror-Podcasts sowie Besuchen in Dorfläden und auf Nachlassverkäufen, entwickelte Cain das Album über einen Zeitraum von vier Jahren.

## Inhalt
Preacher’s Daughter ist ein Konzeptalbum, das sich auf das persönliche Leben der Künstlerin als Tochter eines Diakons bezieht und gleichzeitig eine fiktive Erzählung schafft. Die Geschichte dreht sich um die Figur der Ethel Cain, die von zu Hause wegläuft und schließlich einen grausamen Tod in den Händen eines kannibalischen Psychopathen erleidet.
Das Album thematisiert intensiv Familientraumata, sexuelle Gewalt, toxische Beziehungen und kultischen Christentum. Es dient auch als Kritik am amerikanischen Traum. Die Handlung ist im Jahr 1991 angesiedelt, zehn Jahre nach dem Tod von Cains Vater, einem Gemeindepfarrer.

## Produktion und Stil
Preacher’s Daughter wurde vollständig von Cain produziert, mit Unterstützung von Matthew Tomasi bei zwei Tracks. Musikalisch experimentiert das Album mit einer Vielzahl von Genres, darunter Americana, Folk, Ethereal Wave, Goth-Pop und Dark Ambient. Weitere Einflüsse kommen aus Heartland Rock, Sludge, Gospel, Industrial, Noise, Horror-Electronica, Country und Drone-Musik.

## Veröffentlichung und Promotion
Dem Album gingen drei Singles voraus, die zwischen März und April 2022 veröffentlicht wurden: Gibson Girl, Strangers und American Teenager. Zur Promotion des Albums unternahm Cain ihre ersten beiden Konzerttourneen: die Freezer Bride Tour 2022 und die Blood Stained Blonde Tour 2023, die durch Nordamerika, Europa und Ozeanien führten. Nachdem das Album am 12. Mai 2022 lediglich digital zum Download und Streaming erschien, wurde es am 4. April 2025 erstmals als LP-Ausführung veröffentlicht (Katalognummer: DOCLP01).

## Titelliste
| Nr. | Titel               | Länge |
| --- | ------------------- | ----- |
| 1.  | Family Tree (Intro) | 3:41  |
| 2.  | American Teenager   | 4:18  |
| 3.  | A House in Nebraska | 7:46  |
| 4.  | Western Nights      | 6:05  |
| 5.  | Family Tree         | 7:10  |
| 6.  | Hard Times          | 5:03  |
| 7.  | Thoroughfare        | 9:27  |
| 8.  | Gibson Girl         | 5:42  |
| 9.  | Ptolemaea           | 6:23  |
| 10. | August Underground  | 3:40  |
| 11. | Televangelism       | 3:03  |
| 12. | Sun Bleached Flies  | 7:36  |
| 13. | Strangers           | 5:44  |

## Rezensionen
Preacher’s Daughter wurde von Musikkritikern überwiegend positiv aufgenommen. Auf der Bewertungsplattform Metacritic erreichte das Album einen Durchschnittsscore von 82 von 100 Punkten, was auf universal acclaim („allgemeine Anerkennung“) hindeutet.
Zahlreiche Musikpublikationen lobten das Album für seine vielschichtige Erzählweise, das ausgereifte Songwriting und Cains beeindruckende stimmliche Darbietung. Das Flutwelle-Magazin bezeichnete es als „eines der fabelhaftesten Alben, die 2022 veröffentlicht wurden“. Besonders hervorgehoben wurde Cains mutige Auseinandersetzung mit schwierigen Themen wie religiösem Trauma, häuslichem Missbrauch und der Dekonstruktion des amerikanischen Traums.
Trotz der überwiegend positiven Resonanz gab es auch kritische Stimmen. Die Pitchfork-Rezension fiel mit 6,4 von 10 Punkten vergleichsweise kritisch aus, wobei der Rezensent Evan Rytlewski die Länge des Albums bemängelte. Diese Bewertung wurde in Fan-Kreisen kontrovers diskutiert und als nicht repräsentativ angesehen. Ungeachtet dessen wurde Preacher’s Daughter in zahlreiche Jahresbestenlisten aufgenommen.

## Chartplatzierungen
Nach der Veröffentlichung der LP stieg das Album erstmals in die Charts ein und avancierte mit Rang zehn zum Top-10-Erfolg im Vereinigten Königreich sowie zum Charterfolg in Deutschland (Rang 15).
| ChartsChartplatzierungen     | Höchstplatzierung | Wochen |
| ---------------------------- | ----------------- | ------ |
| Deutschland (GfK)            | 15 (1 Wo.)        | 1      |
| Vereinigtes Königreich (OCC) | 10 (… Wo.)        | …      |